# Melanochromis chipokae
Melanochromis chipokae är en fiskart som beskrevs av Johnson, 1975. Melanochromis chipokae ingår i släktet Melanochromis och familjen Cichlidae. IUCN kategoriserar arten globalt som sårbar. Inga underarter finns listade i Catalogue of Life.